# Paó

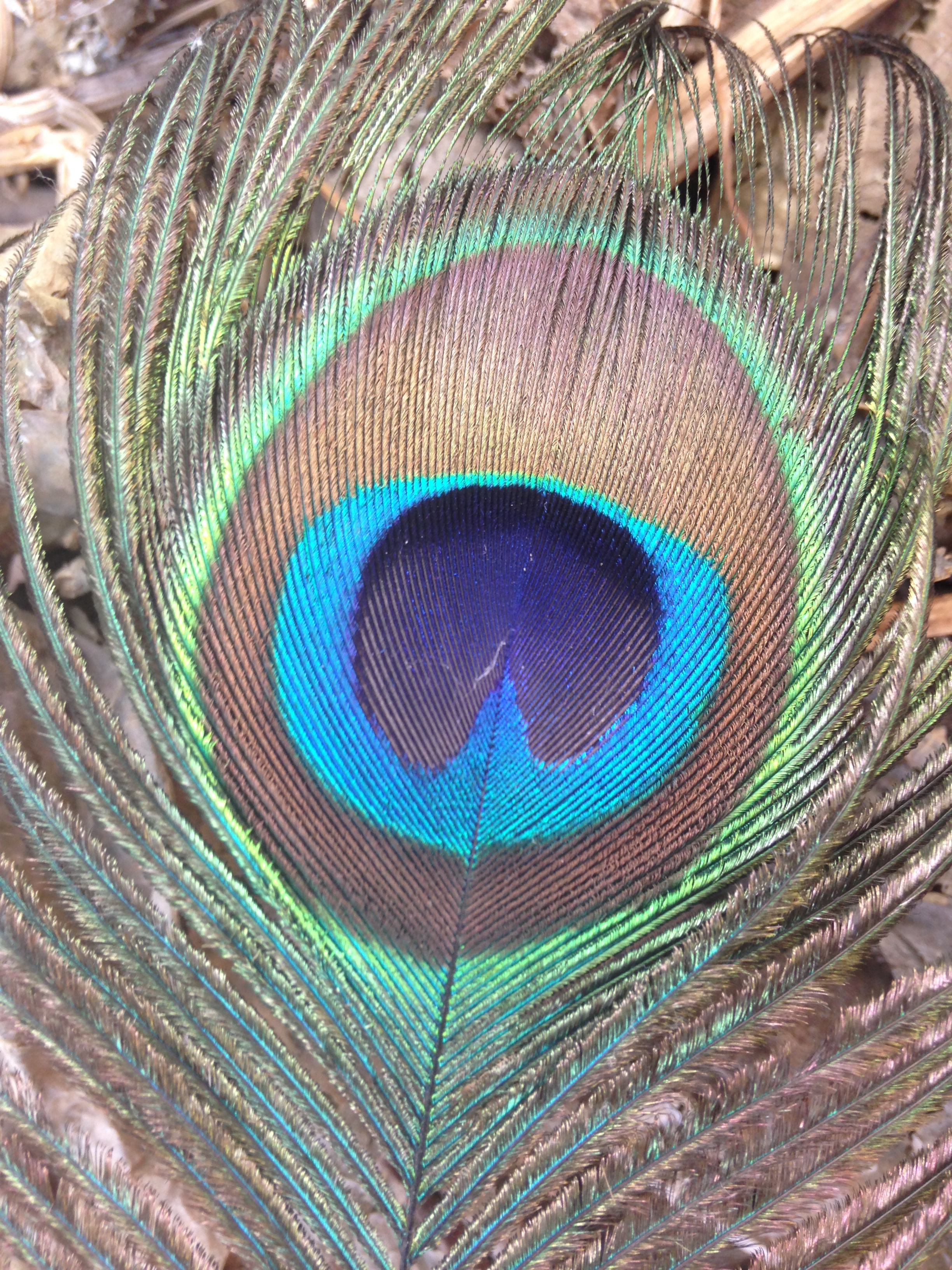
Plomes de paó

El paó o pago és un ocell d'origen asiàtic. El paó del Congo pertany a un altre gènere (Afropavo). És originari de l'Índia i és terrestre. Una de les dues espècies del gènere Pavo va destacar des de temps antics entre els animals admirats per l'ésser humà a causa de l'extraordinari ventall policromat que constitueix la cua dels mascles. Usualment els mascles són un poc més petits que les femelles.

## Plomes

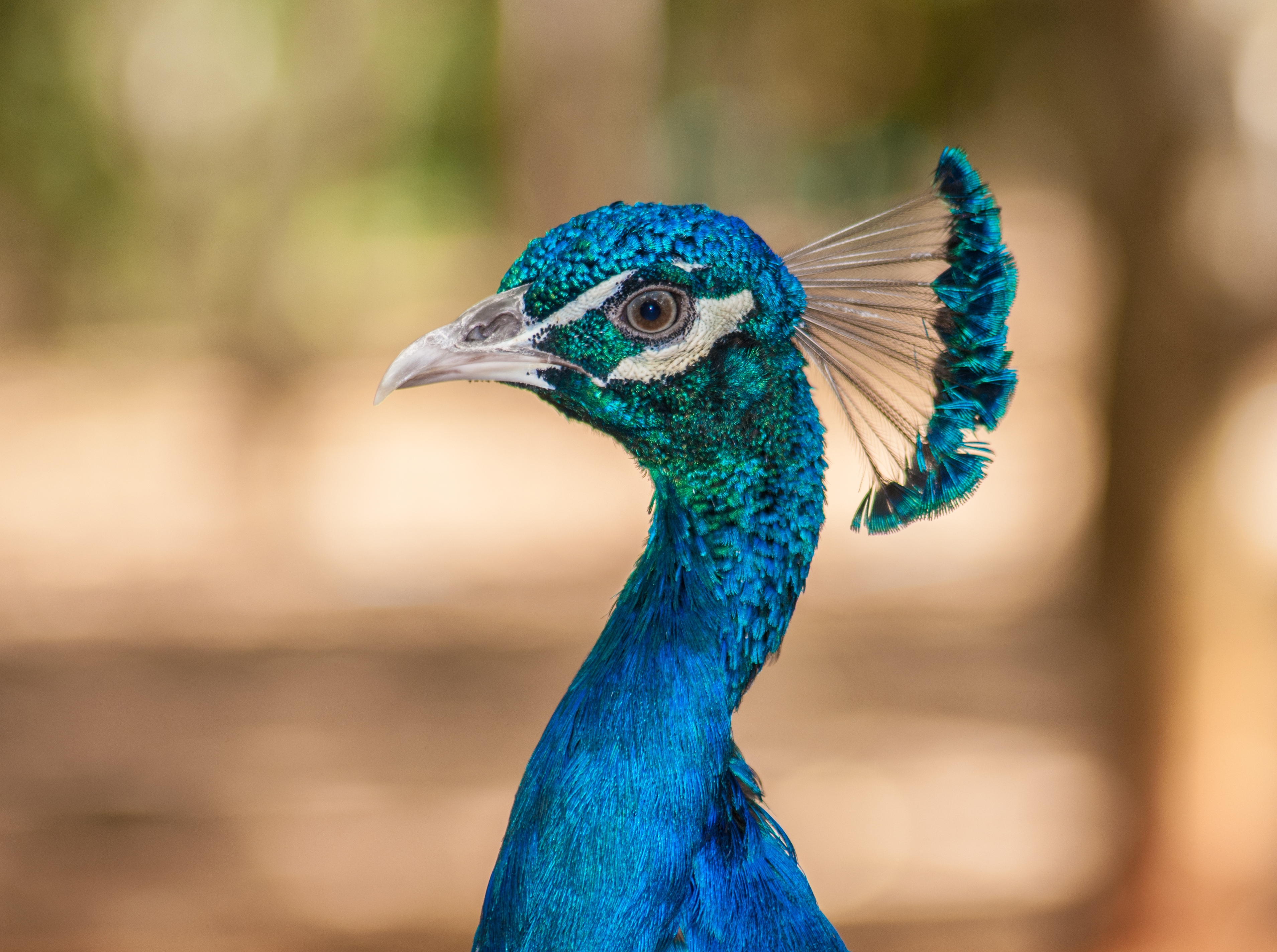
Detall del coll del paó blau

Tenen plomatges espectaculars. La part més característica són les llarguíssimes plomes cobertores caudals dels mascles, i són per atreure a les famelles decorades amb lluentor metàl·lica i que poden obrir en forma de ventall. Les plomes de l'autèntica cua, són curtes i rígides, i les fan servir per a suportar l'enorme falsa cua.

## Taxonomia
- Paó comú (Pavo cristatus)
- Paó verd (Pavo muticus)